# St. Valentin (Niederösterreich)
St. Valentin (auch Sankt Valentin) ist die westlichste Stadtgemeinde im Bundesland Niederösterreich in der Republik Österreich. Die Stadtgemeinde mit 9356 Einwohnern (Stand 1. Jänner 2025) befindet sich im Mostviertel, genauer gesagt im Enns-Donau-Winkel und ist die zweitgrößte Stadt des Bezirks Amstetten.

## Geografie
An das Gemeindegebiet von St. Valentin grenzen in Niederösterreich die Gemeinden Ennsdorf, St. Pantaleon-Erla, Strengberg, Stadt Haag und Ernsthofen. Auf oberösterreichischer Seite grenzen Enns und Kronstorf an, da die Gemeinde direkt an der Landesgrenze liegt. Das Zentrum liegt auf einer Höhe von 272 m. Das östliche Stadtgebiet wird vom Rohrberg eingenommen, der 400 m hoch ist. Die westliche Gemeindegrenze verläuft entlang des Enns-Flusses, von dem der Enns-Donau-Kanal zur Speisung des Kraftwerkes Pyburg abzweigt. In Thurnsdorf befindet sich ein Staudamm.

### Gemeindegliederung
Das Gemeindegebiet umfasst eine einzige Ortschaft, Ortsteile sind:
- Altenhofen – (Altenhofen, Dollberg, Holzerhäuser, Walling)
- Endholz – (Aichberg, Geibling, Hamet, Happmannsberg, Larnhaus, Raad, Safrat, Steinlacken, Stocket, Stritzel, Ströbitz)
- Hofkirchen – (Hofkirchen, Harold, Kleesdorf, Lembach, Pumenöd, Rittmannsberg, Seggau, Unterwinden, Zain)
- Rems – (Rems, Raad, Viehart)
- St. Valentin – (St. Valentin, Gutenhofen, Kirchdorf, Windberg)
- Thurnsdorf – (Aichet, Gollensdorf, Herzograd, Kötting, Langenhart, Neu-Rubring, Neu-Thurnsdorf, Thurnsdorf, Viehdorf, Wimm)

Die Gemeinde besteht aus sechs Katastralgemeinden (Fläche: Stand 31. Dezember 2023):
- Altenhofen (611,42 ha)
- Endholz (846,96 ha)
- Hofkirchen (621,64 ha)
- Rems (507,27 ha)
- St. Valentin (673,45 ha)
- Thurnsdorf (1.303,17 ha)

### Nachbargemeinden
Zwei der sieben Nachbargemeinden liegen im oberösterreichischen Bezirk Linz-Land (LL).
| Ennsdorf                 |                                             | Sankt Pantaleon-Erla |
| Enns (LL) Kronstorf (LL) | Kompassrose, die auf Nachbargemeinden zeigt | Strengberg           |
| Ernsthofen               |                                             | Haag                 |

## Geschichte
Der Name von Sankt Valentin stammt vom heiligen Valentin von Rätien.
Erstmals wurde das Gemeindegebiet im 6. Jahrhundert von Bayern besiedelt. Um 700 verwüsteten Awaren die Siedlungen um Enns. Das erste Mal tauchen Kirche und Ort in der Stiftungsurkunde des nahen Kloster Erla im Jahre 1050 auf – also sind Siedlung und Kirche wesentlich älter. Die erste Kirche/Kapelle dürfte schon in spät-römischer Zeit entstanden sein, da in den Außenwänden der Kirche römische Grabsteine vermauert sind. In den Jahren 1683 und 1736 vernichteten Brände einen Großteil des Ortskerns. 1938 wurde Ernsthofen aus dem Pfarrgebiet St. Valentins ausgegliedert.

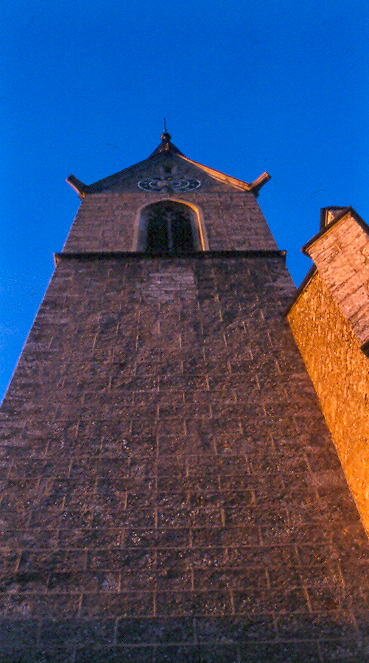
Der Turm der Pfarrkirche St. Valentin

Seit 21. November 1858 verfügt St. Valentin über einen Bahnhof, gelegen an der Westbahn Wien–Salzburg. Weitere Bahnlinien, die später eröffnet wurden, sind die Bahnlinie über Steyr ins Ennstal (ursprünglich Kronprinz-Rudolf-Bahn–KRB genannt) sowie die Donauuferbahn. Um 1900 führte die steigende Einwohnerzahl zu Wohnungsknappheit in der Gemeinde. Der St. Valentiner Josef Stöckler gründete 1903 die erste Molkerei Niederösterreichs und 1906 den niederösterreichischen Bauernbund. Der Erhalt der weißen Lipizzaner für Österreich war 1918 sein Verdienst.
Ab 1939 war hier der Standort des Nibelungenwerkes (Ni-Werk), zur Produktion von Panzern für die Front. Etwa die Hälfte der Standard-Panzer (Pz IV) des Deutschen Reiches wurden hier hergestellt. Die Panzerplatten kamen aus den verbundenen Eisenwerken Oberdonau. Die Belegschaft wurde im August 1944 von etwa 10.000 KZ-Häftlingen aus dem KZ Mauthausen verstärkt. Ab 1944 war die Gemeinde Ziel von Bombenangriffen. Am 20. August 1944 verfehlten die Bomben das Ni-Werk, am 23. März 1945 wurden 609 Sprengbomben über St. Valentin abgeworfen, die die Panzerfabrik schwer beschädigten. Am 7. Mai 1945 nahmen die Amerikaner die Gemeinde ein. Am 8. Mai 1945 übernahmen in St. Valentin die Russen das Kommando und errichteten am 11. Mai 1945 eine Militärkommandantur. Viele Bürger flohen noch vor der Sperrung der Enns-Brücke nach Oberösterreich in die US-amerikanische Besatzungszone. Die Enns bildete eine Zonengrenze, an der die sowjetischen Soldaten bis 1954 strenge Kontrollen durchführten. Gemäß einem Interview mit Zeitzeugen Karl Haider aus St. Valentin-Raad schildert der Salzburger Autor Wolfgang Kauer das Kriegsende im Enns-Donau-Dreieck als abenteuerliche Erzählung, die Menschenschmuggel und Not thematisiert.
Nach 1955 wurde St. Valentin Produktionsstandort der Steyr-Traktoren. 1983 erhob man die Gemeinde zur Stadtgemeinde, die wenige Jahre später mit Engel Spritzgussmaschinen einen neuen Großbetrieb ansiedeln konnte.
Seit 2006 ist St. Valentin der Sitz der Europazentrale des Traktorenkonzerns Case IH.

### Bevölkerungsentwicklung
| St. Valentin: Einwohnerzahlen von 1869 bis 2025     | St. Valentin: Einwohnerzahlen von 1869 bis 2025 | St. Valentin: Einwohnerzahlen von 1869 bis 2025 | St. Valentin: Einwohnerzahlen von 1869 bis 2025 | St. Valentin: Einwohnerzahlen von 1869 bis 2025 |
| --------------------------------------------------- | ----------------------------------------------- | ----------------------------------------------- | ----------------------------------------------- | ----------------------------------------------- |
| Jahr                                                |                                                 |                                                 |                                                 | Einwohner                                       |
| 1869                                                | 1869                                            |                                                 | 2.616                                           | 2.616                                           |
| 1880                                                | 1880                                            |                                                 | 3.211                                           | 3.211                                           |
| 1890                                                | 1890                                            |                                                 | 3.235                                           | 3.235                                           |
| 1900                                                | 1900                                            |                                                 | 3.847                                           | 3.847                                           |
| 1910                                                | 1910                                            |                                                 | 4.269                                           | 4.269                                           |
| 1923                                                | 1923                                            |                                                 | 5.168                                           | 5.168                                           |
| 1934                                                | 1934                                            |                                                 | 5.312                                           | 5.312                                           |
| 1939                                                | 1939                                            |                                                 | 5.379                                           | 5.379                                           |
| 1951                                                | 1951                                            |                                                 | 7.135                                           | 7.135                                           |
| 1961                                                | 1961                                            |                                                 | 7.750                                           | 7.750                                           |
| 1971                                                | 1971                                            |                                                 | 8.715                                           | 8.715                                           |
| 1981                                                | 1981                                            |                                                 | 8.738                                           | 8.738                                           |
| 1991                                                | 1991                                            |                                                 | 8.791                                           | 8.791                                           |
| 2001                                                | 2001                                            |                                                 | 8.983                                           | 8.983                                           |
| 2011                                                | 2011                                            |                                                 | 9.220                                           | 9.220                                           |
| 2021                                                | 2021                                            |                                                 | 9.362                                           | 9.362                                           |
| 2025                                                | 2025                                            |                                                 | 9.356                                           | 9.356                                           |
| Quelle(n): Statistik Austria, Gebietsstand 1.1.2021 |                                                 |                                                 |                                                 |                                                 |

## Kultur und Sehenswürdigkeiten

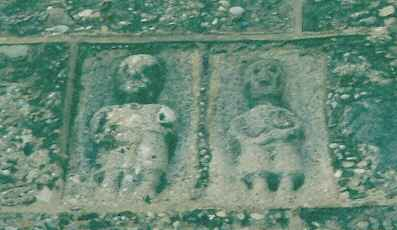
Römische Grabsteine an der Mauer der Pfarrkirche St. Valentin

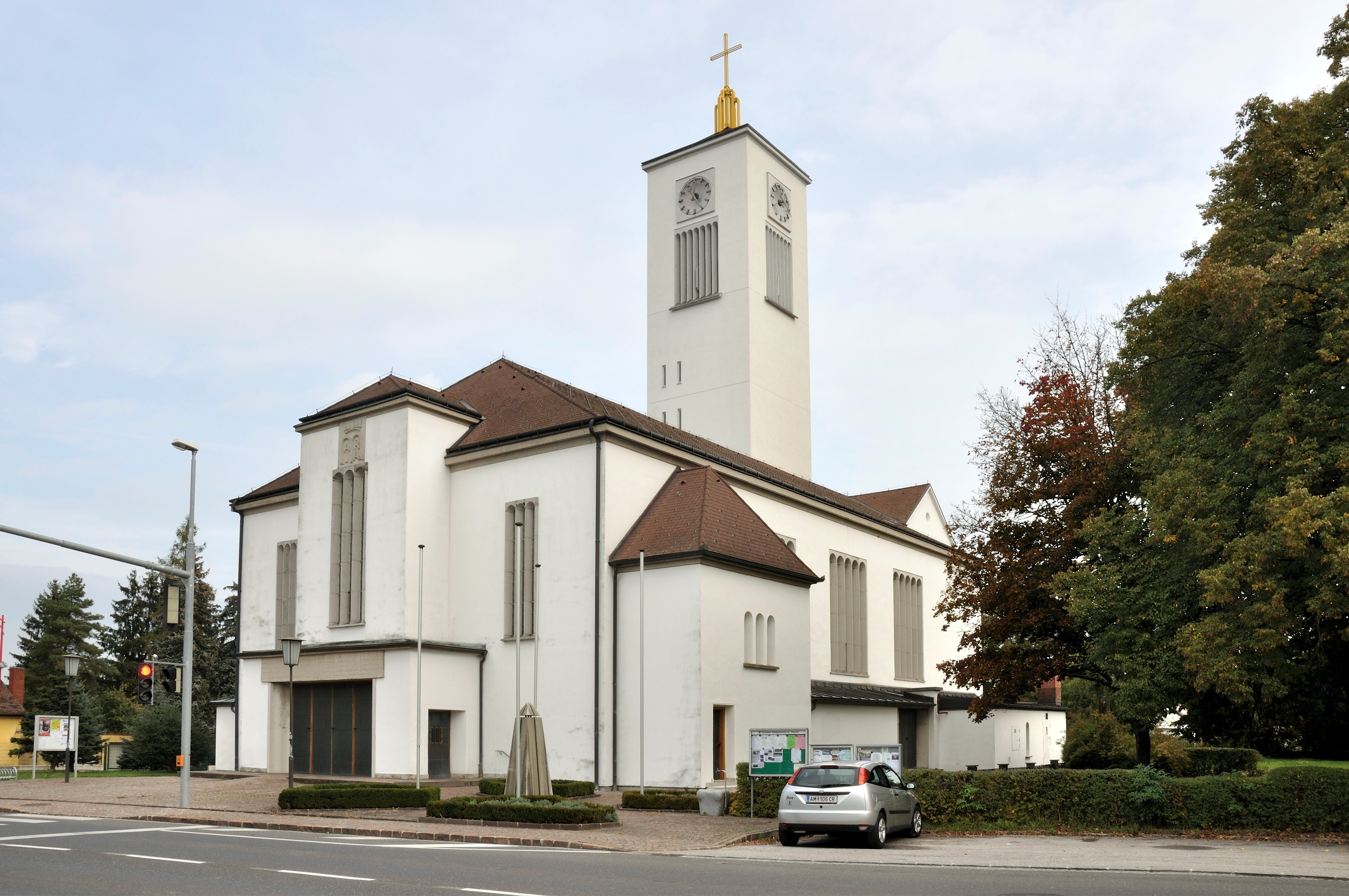
Pfarrkirche Langenhart

Auf dem heutigen Gemeindegebiet St. Valentins gibt es zwei Pfarren und vier Kirchen, zwei davon sind Filialkirchen von St. Valentin.
- Katholische Pfarrkirche hl. Valentin St. Valentin: Am bekanntesten ist die heutige Pfarrkirche zum St. Valentin. 1476 dürfte der Chorraum der heutigen Pfarrkirche errichtet worden sein, bis 1887 prägte ein keilförmiges Dach den Kirchturm. Zwischen 1867 und 1880 wurde die Kirche vom Linzer Dombauarchitekten Otto Schiemer in neugotischem Stil umgebaut. Die Ausstattung wurde 2002 renoviert und gilt als sehr sehenswert.
- Filialkirche zur heiligen Maria Magdalena in Rems: Die aus dem zweiten Viertel des 13. Jahrhunderts stammende Kirche war vermutlich ehemals die Kapelle einer älteren Burg. Die Kirche wurde um 1730 barockisiert. Die heutige Einrichtung der Kirche stammt aus der Zeit um 1900.[4]
- Filialkirche zum heiligen Andreas in Hofkirchen: wurde vermutlich in der Spätgotik um 1500 errichtet. Ein Kruzifix an der Südseite des Langhauses stammt noch aus der Erbauungszeit. Der Rest der Kirche ist neugotisch.
- Pfarrkirche zur heiligen Maria von der immerwährenden Hilfe: wurde in den Jahren 1955 bis 1957 im Ortsteil Langenhart erbaut.
- Geschichtliches Museum St. Valentin: Das Geschichtliche Museum St. Valentin legt einen besonderen Schwerpunkt auf die Bereiche Landwirtschaft, Handwerk und die St. Valentiner Ortsgeschichte. Darüber hinaus beinhaltet das Museum aufgrund der Stellung St. Valentins als Bahnknotenpunkt eine eigene Abteilung zur Geschichte der Eisenbahn. In regelmäßigen Abständen finden Sonderausstellungen zu den unterschiedlichsten Themenbereichen statt.
- Statue des heiligen Valentin von Rätien: Auf dem Hauptplatz steht eine Statue des Namensgebers der Stadt.

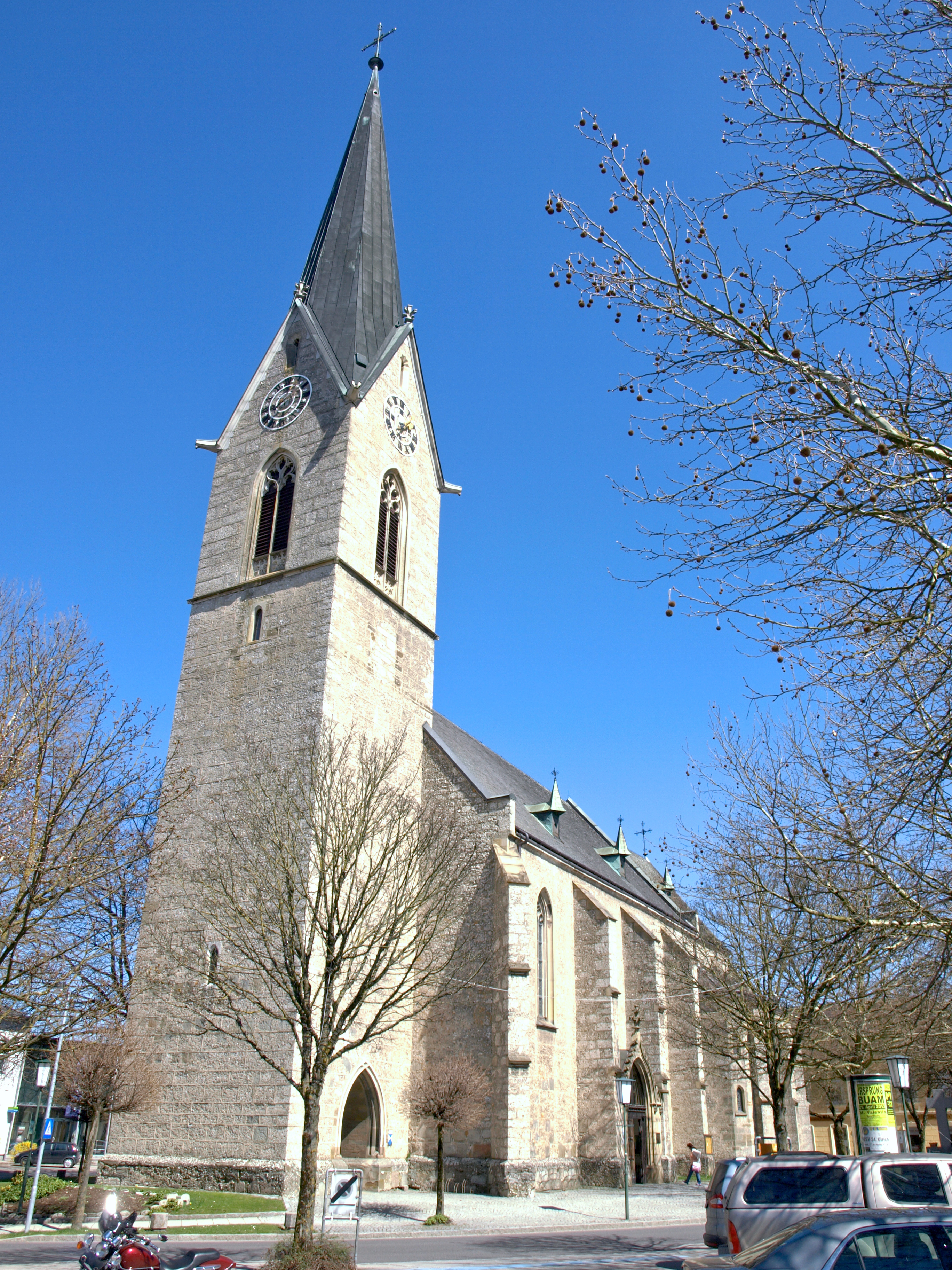
Pfarrkirche hl. Valentin St. Valentin
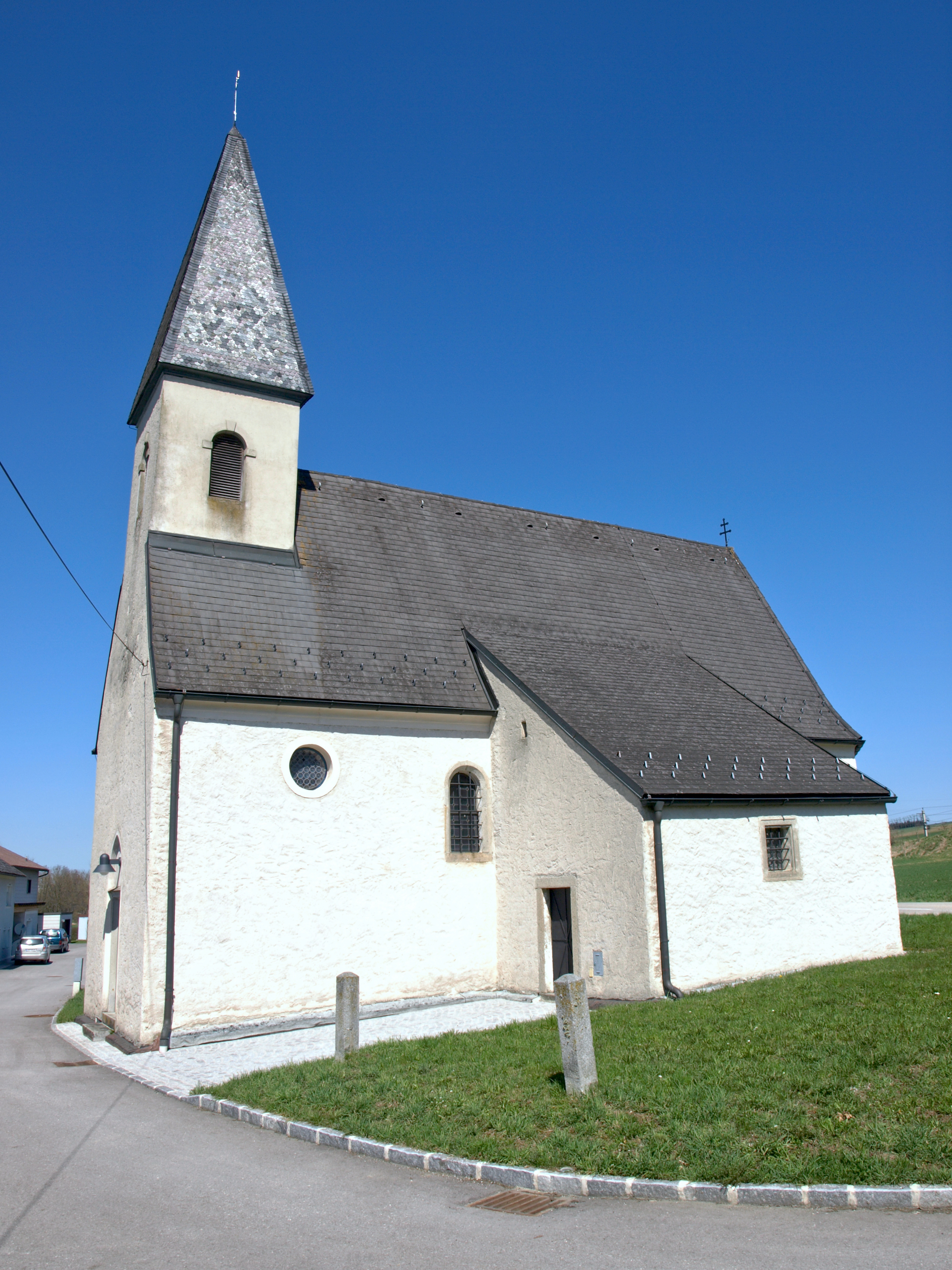
Filialkirche Hofkirchen
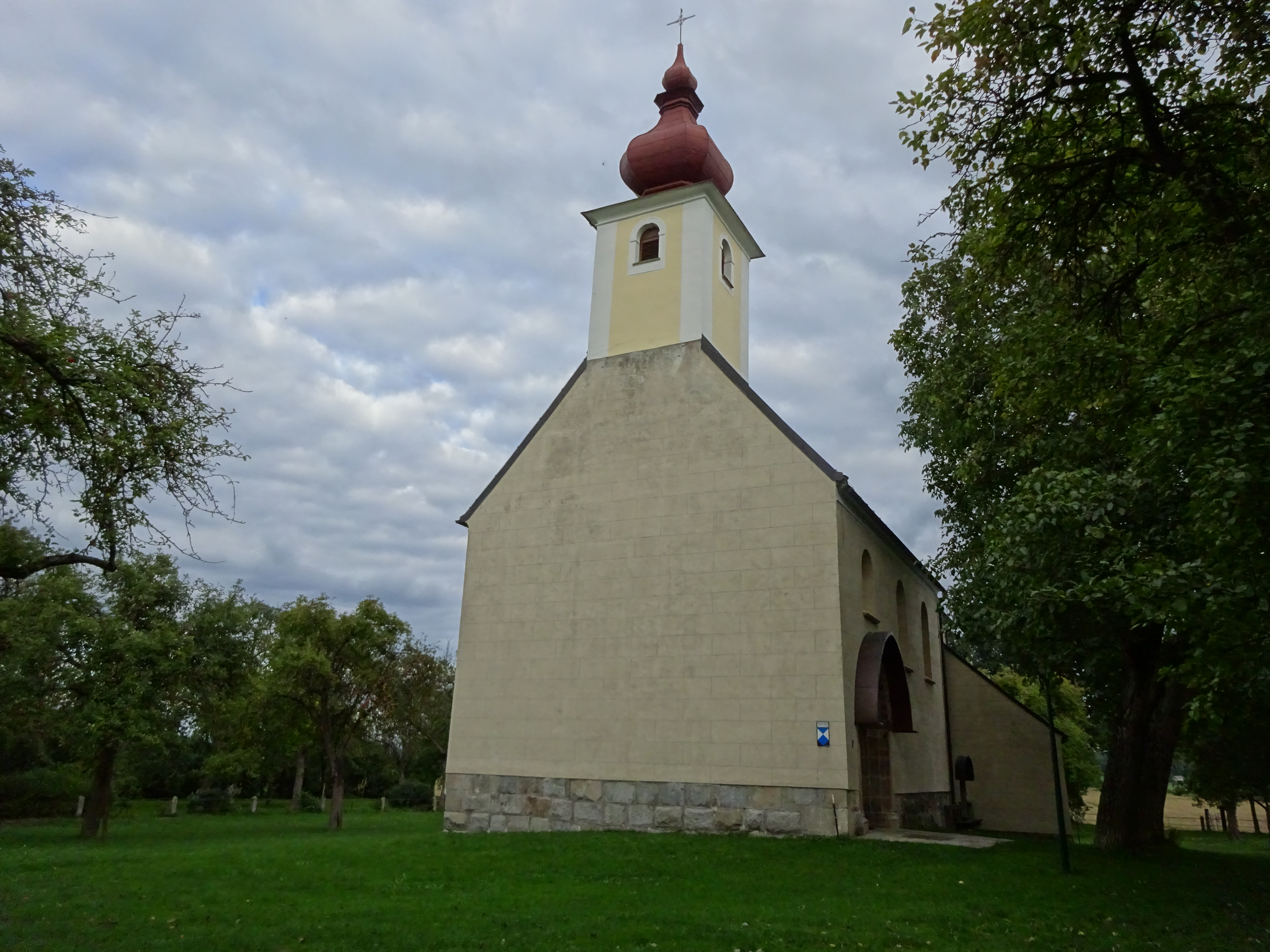
Filialkirche Rems

## Wirtschaft und Infrastruktur

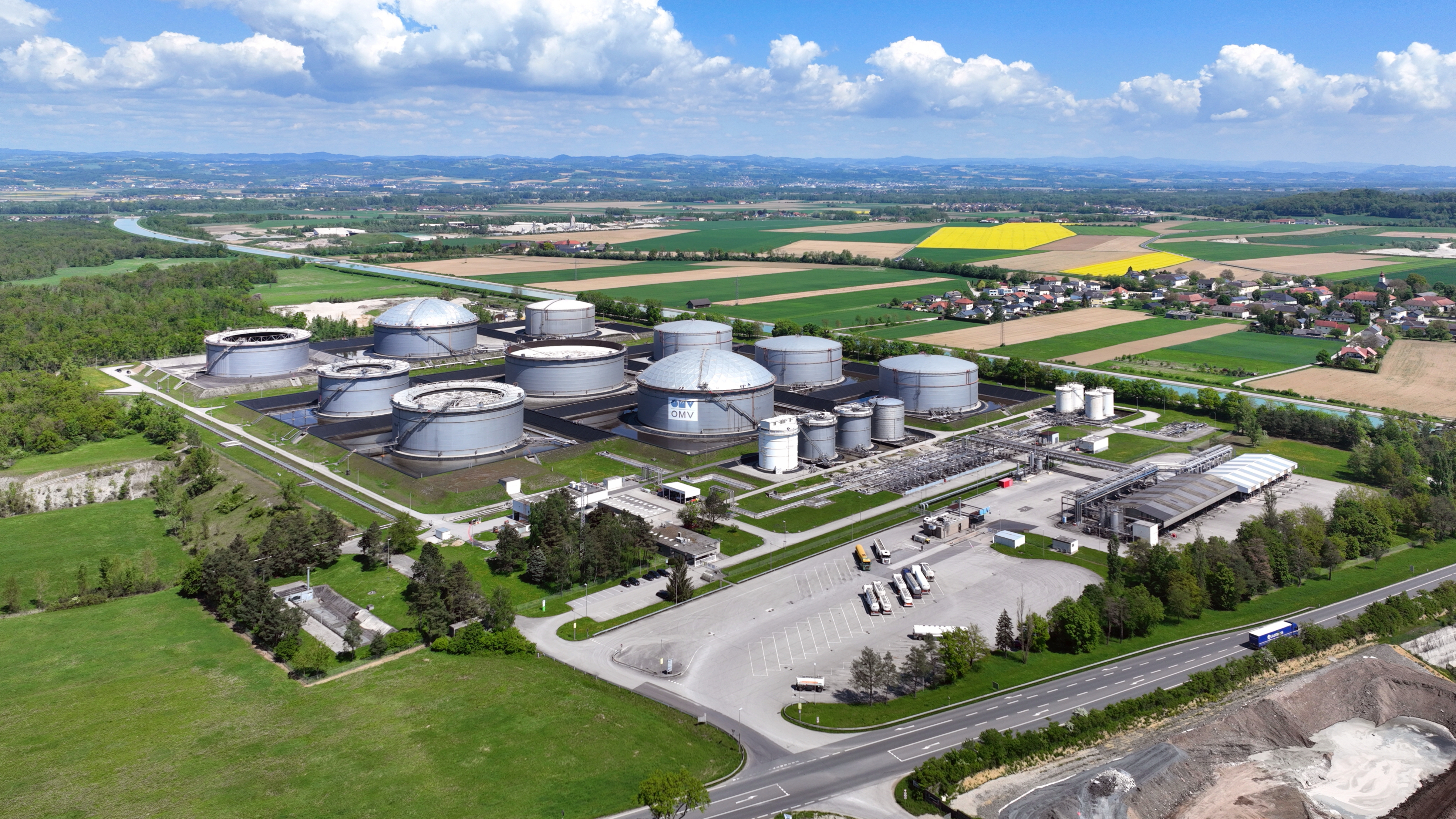
OMV-Tanklager und im Hintergrund der Oberwasserkanal, der das Laufkraftwerk St. Pantaleon speist

Auf dem Gemeindegebiet befanden sich das Nibelungenwerk, die größte Panzerfabrik der Achsenmächte, später Werksteile des Steyr Daimler Puch Mischkonzerns und im Jahre 2012 der Autozulieferer Magna und der Landmaschinenhersteller CNH Global.
Nichtlandwirtschaftliche Arbeitsstätten gab es im Jahr 2001 412, land- und forstwirtschaftliche Betriebe nach der Erhebung 1999 132. Die Zahl der Erwerbstätigen am Wohnort betrug nach der Volkszählung 2001 3.991. Die Erwerbsquote lag 2001 bei 46 Prozent, Arbeitslose gab es am Ort im Jahresdurchschnitt 2003 46 Personen.

### Verkehr

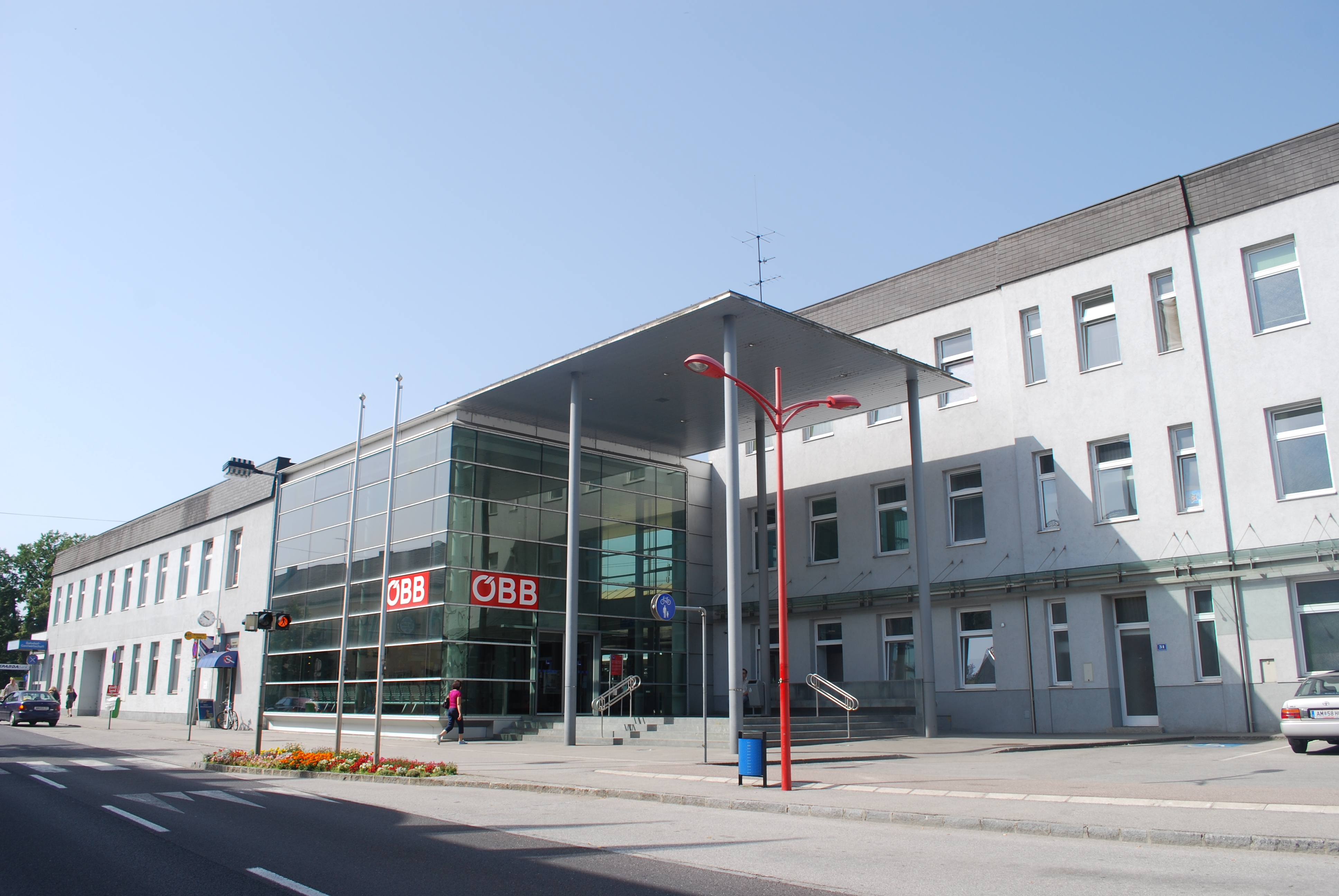
Bahnhof St. Valentin

In St. Valentin treffen die Donauufer- und die Rudolfsbahn auf die Westbahn, weshalb der örtliche Bahnhof ein wichtiger Verkehrsknotenpunkt ist. Seit 2002 verläuft die Westbahn in Richtung Wien durch den Siebergtunnel, der an der Stadt Haag vorbeiläuft. Die Westautobahn A 1 verläuft durch das Gemeindegebiet von Ost nach West, im Stadtteil Rems befindet sich ein Autohof und eine Raststation.

### Öffentliche Einrichtungen
In der Gemeinde gibt es zwei Volksschulen und zwei Mittelschulen.

## Politik

### Gemeinderat
Der Gemeinderat hat 33 Mitglieder.
- Nach den Gemeinderatswahlen in Niederösterreich 1990 hatte der Gemeinderat folgende Verteilung: 19 SPÖ, 9 ÖVP, 3 FPÖ und 2 Sonstige.
- Nach den Gemeinderatswahlen in Niederösterreich 1995 hatte der Gemeinderat folgende Verteilung: 17 SPÖ, 9 ÖVP, 3 GRÜNE, 3 FPÖ und 1 LIF.[6]
- Nach den Gemeinderatswahlen in Niederösterreich 2000 hatte der Gemeinderat folgende Verteilung: 19 SPÖ, 9 ÖVP, 3 GRÜNE und 2 FPÖ.[7]
- Nach den Gemeinderatswahlen in Niederösterreich 2005 hatte der Gemeinderat folgende Verteilung: 19 SPÖ, 9 ÖVP, 4 GRÜNE und 1 FPÖ.[8]
- Nach den Gemeinderatswahlen in Niederösterreich 2010 hatte der Gemeinderat folgende Verteilung: 21 SPÖ, 9 ÖVP, 2 FPÖ und 1 GRÜNE.[9]
- Nach den Gemeinderatswahlen in Niederösterreich 2015 hatte der Gemeinderat folgende Verteilung: 21 SPÖ, 8 ÖVP, 2 FPÖ und 2 GRÜNE.[10]
- Nach den Gemeinderatswahlen in Niederösterreich 2020 hat der Gemeinderat folgende Verteilung: 18 SPÖ, 9 ÖVP, 3 GRÜNE und 3 FPÖ.[11]
- Nach den Gemeinderatswahlen in Niederösterreich 2025 hat der Gemeinderat folgende Verteilung: 20 SPÖ, 7 ÖVP, 5 FPÖ und 1 GRÜNE.[12]

### Bürgermeister
- 1867–1867 Mathias Schafelner
- 1867–1882 Josef Dürrer
- 1882–1894 Franz Nefischer
- 1894–1906 Franz Ziervogl
- 1906–1909 Josef Stöckler
- 1909–1919 Julius Kleestorfer
- 1919–1920 Franz Sturm
- 1920–1935 Josef Schrottbauer
- 1935–1938 Josef Pillgrab
- 1938–1938 Karl Sindhuber
- 1938–1945 Ludwig Stenzl
- 1945–1950 Ludwig Feichtinger
- 1950–1965 Franz Forster
- 1965–1969 Wilhelm Rott
- 1969–1984 Walter Heraut
- 1984–2009 Manfred Mießner (SPÖ)
- 2009–2010 Wilhelm Wimmer (SPÖ)
- seit 2010 Kerstin Suchan-Mayr (SPÖ)[13]

### Gemeindepartnerschaften
- seit 1988 mit der französischen Gemeinde Saint-Valentin im Département Indre
- seit 1993 mit der tschechischen Stadt Pelhřimov (deutsch: Pilgrams)
- seit 1993 mit dem japanischen Stadt Sakutō, die 2005 in der neuen Stadt Mimasaka aufging, so dass diese die Funktion als Partnerstadt übernahm[14]

## Persönlichkeiten

### Söhne und Töchter der Gemeinde
- Josef Stöckler (1866–1936), Politiker (CSP)
- Heinrich Maria Hunger (1907–1994), Maler
- Wilhelm Kindl (1917–1998), Politiker (FPÖ)
- Anna Strasser (1921–2010), Widerstandskämpferin gegen den Nationalsozialismus
- Eckehard Bamberger (* 1931), Schriftsteller
- Charlotte Dürnberger (* 1936), Grafikerin und Beamtin
- Gotthard Schafelner (* 1938), Abt des Stiftes Lambach 1986–2008
- Ryszard Krynicki (* 1943), polnischer Dichter, Übersetzer deutscher Poesie und Verleger
- Helmut Zenker (1949–2003), Schriftsteller, Songwriter und Drehbuchautor
- Walter Ebenhofer (* 1952), Fotograf
- Gabriele Binder-Maier (* 1956), Politikerin (SPÖ)
- Karin Mayr-Krifka (* 1971), Leichtathletin

### Personen mit Bezug zur Gemeinde
- Heinz Ferlesch (* 1971), Chorleiter und Dirigent
- Andreas Pum (* 1971), Landwirt und Politiker (ÖVP)
- Xaver Schlager (* 1997), Fußballer
- Kerstin Suchan-Mayr (* 1975), Politikerin (SPÖ), Bürgermeisterin von St. Valentin seit 2010